# アンソニー・カーター (バスケットボール)
アンソニー・カーター（Anthony Bernard Carter、1975年6月16日 - ）はアメリカ合衆国ジョージア州アトランタ出身の元バスケットボール選手。NBAのデンバー・ナゲッツなどで活躍した。ポジションはポイントガード。引退後、2013年からDリーグのオースティン・スパーズなどでアシスタントコーチを務め、現在はマイアミ・ヒートのアシスタントコーチを務めている。

## 略歴
高校を1年次に退学したが、サドルバック・コミュニティ・カレッジを経てハワイ大学に進学、1試合あたりアシスト数で大学記録を塗り替えるとともに史上10人目の1000ポイントも達成した。
したのち1998年のNBAドラフトにエントリーしたが指名を受けることができず、CBAのヤカマ・サンキングスで1シーズンを過ごした後、マイアミ・ヒートと契約した。
2003年、エージェントの契約手続き上のミスにより、ヒートから放出されサンアントニオ・スパーズに移籍する（このエージェントは後に解雇された）。しかし、スパーズでは僅か5試合に出場した後にロスターから外され、その年はそれ以降出場機会を与えられることはなかった。
2004年からはミネソタ・ティンバーウルブズに移籍したが、活躍の場を与えられることもなく2007年4月12日にデンバー・ナゲッツにトレードされ、シーズン終了後にナゲッツからも放出された。翌シーズンはイタリアリーグで迎えることとなったが、8月29日に所属チームから放出され、2日後に再びナゲッツと契約した。
2007年12月20日のヒューストン・ロケッツ戦で、残り0.8秒で試合を決めるレイアップを沈めチームを112-111の逆転勝利に導くと、次第に出場時間を増やしてゆき、チームの信頼を得るようになる。結局その年は、出場時間に恵まれたこともあり、得点を始めとするほとんど全ての成績で過去最高を記録し、特にポイントガードながら1シーズンで28ブロックを記録した守備力は高く評価されるようになった。
2008年7月1日、フリーエージェントとなったがすぐにナゲッツとの再契約を結んだ。2008-09シーズンは78試合に出場し、1試合平均22.9分に出場し5.3得点、4.7アシストを記録し、2009年8月14日、ナゲッツと1年130万ドルで再契約を果たした。2009-10シーズンは54試合に出場、1試合あたり15.9分の出場で平均3.3得点、3.0アシストを記録、チームのノースウェストディビジョン2年連続制覇に貢献し、2010年7月14日にナゲッツと1年130万ドル（リーグ最低年俸）で再契約を結んでいる。
2011年2月22日､カーメロ・アンソニー､チャウンシー・ビラップス､シェルデン・ウィリアムス､レナルド・バークマンと共に､大型トレードに伴い､ニューヨーク・ニックスへ移籍。
2011年12月12日、 トロント・ラプターズと契約したが、2012年3月15日、ウェーブされ、10月に旧チームの デンバー・ナゲッツのトレーニングキャンプに参加したが、最終ロースターに残ることが出来ず引退した。
2013年Dリーグ、オースティン・スパーズとアシスタントコーチ契約を結んだ。
2015年8月1日、サクラメント・キングスのアシスタントコーチに就任した。
2016年9月22日、Dリーグ(現Gリーグ)のスーフォールズ・スカイフォースのアシスタントコーチに就任した。
2018年9月21日、マイアミ・ヒートのアシスタントコーチに就任した。

## プレースタイル
ディフェンス、パス、リーダーシップに優れていると評価されている。